# Galston
Galston (gael. Baile nan Gall) – miasto położone w Szkocji. Na północ od miasta leży zamek Loudoun.